# Журавко, Алексей Валерьевич
Алексе́й Вале́рьевич Жура́вко (укр. Олексій Валерійович Журавко; 21 апреля 1974, Жёлтые Воды, Днепропетровская область — 25 сентября 2022, Херсон) — бывший украинский политик, член Партии регионов; бывший депутат Верховной Рады Украины, член фракции Партии регионов (с 11.2007), секретарь Комитета по правам инвалидов и ветеранов (с 12.2007). В январе 2015 года покинул Украину и переехал в Россию. В период российской оккупации Херсонской области вернулся в Херсон и активно сотрудничал с военно-гражданской администрацией.

## Биография
Родился 21 апреля 1974 года в городе Жёлтые Воды Днепропетровской области; супруга Анжела Юрьевна (1986); дочь Елизавета (2007). Инвалидом являлся от рождения — у него не было правой ноги и кисти левой руки, а левая нога была сильно укорочена.
До мая 1978 проживал в детском доме в городе Жёлтые Воды. Затем до 1990 года — в Цюрупинском детском доме-интернате.
В 1992 году окончил Луганское ПТУ-интернат. В 2007 году — Херсонский государственный университет, специальность: «Экономическая теория».
В 1993 году в Цюрупинске учредил и стал руководителем частного предприятия «Журавушка». С 1997 года сотрудник ООО «Содружество инициативных трудоспособных инвалидов» («СИТИ»), в 2004 году стал его генеральным директором. В 2018 году президент Всеукраинской ассоциации трудоспособных инвалидов.

## Политическая деятельность
В апреле 2002 года выдвигался кандидатом в народные депутаты Украины по избирательному округу № 183, Херсонская обл., от проправительственного блока «За Единую Украину!». Получил 10,57 % голосов, 4 место из 21 претендентов.
С апреля 2006 года депутат ВРУ от Партии регионов, № 118 в партсписке.
В 2007 году переизбран депутатом от Партии регионов на новый созыв.
В 2012 году принимал участие в выборах по одномандатному округу. Занял второе место и выбыл из депутатов.
После Евромайдана в 2014 году находился в оппозиции к новой власти Украины. В январе 2015 года покинул Украину и переехал в Россию. В декабре 2020 года Служба безопасности Украины объявила Журавко заочное подозрение относительно его участия в создании террористической организации и действий, направленных на свержение конституционного строя в Украине. Обвинён по ч. 2 ст. 109, ч. 1 ст. 258-3, ч. 1 ст. 332-1 Уголовного кодекса Украины.
В октябре 2021 года призвал Россию ввести экономическую блокаду Украины. Также Журавко заявил, что «белорусам и россиянам необходимо как никогда сплотиться вокруг своих лидеров». При этом Белоруссии и России «помогать братскому народу Украины нельзя» — иначе народ не начнёт самостоятельно бороться против беспредела.
В апреле 2022 года вернулся в Херсонскую область. В июле 2022 года по ускоренной процедуре получил гражданство РФ и вступил в партию «Единая Россия».

## Гибель
25 сентября 2022 года поступили сообщения о гибели Журавко в Херсоне в результате ракетного удара, нанесённого по гостинице Play Hotel by Ribas: по словам представителя экстренных служб, гостиницу обстреляли из РСЗО HIMARS, а в самом здании находились журналисты, освещавшие ход референдума на оккупированных территориях Украины (Журавко успел отдать свой голос на том референдуме). Факт гибели Журавко подтвердил заместитель главы военно-гражданской администрации Херсонской области Кирилл Стремоусов.

## Награды
- Юбилейная медаль «80 лет ВЧК-КГБ» от 12.08.1998 г.
- Орден Президента Украины «За мужество» от 14.10.1999 г.
- Награда Президента Украины «За заслуги» ІІІ ст. Приказ № 231 от 29.11.2000 г.
- Орден МВД Украины «За содействие органам внутренних дел Украины» от 21.04.2003 г.
- Медаль «10 лет МВД Украины», за содействием органам внутренних дел Украины. Приказ № 112 от 21.06.2003 г.
- Орден «За содействие органам внутренних дел Украины». Приказ № 907 от 21.08.2003 г.
- Орден ІІІ ст. «Святого равноапостольного князя Владимира Великого», № 780 от 08.09.2003 г.
- Орден ІІІ ст. «Святого равноапостольного князя Владимира Великого» от 22.08.2003 г.
- Медаль «За общественное мужество» (Союз воинов-интернационалистов) от 28.11.2003 г.
- Отличие МВД Украины И ст. «За отличие в службе» № 1445 от 30.11.2003 г.
- Медаль «За сотрудничество с внутренними войсками МВД Украины» от 21.04.2004 г.